# 庄妃轶事
《庄妃轶事》，又名《风流皇后》、《风流孝庄》，是中国中央电视台、沈阳电视台根據孝庄文皇后布木布泰的生平改编的历史传奇电视剧，由王扶林导演。柏寒、樊志起、徐念福、贾真珍、彭丹、蔡隐珠、黄河、苏可、周继纬主演。中央电视台首播。
1989年，电视剧完成拍摄、进行后期制作时，剧中庄妃布木布泰改嫁多尔衮（弟娶寡嫂的收繼婚）的情节引起一位满族政协委员（原文未提及姓名）的不满。他“认为这是对满族人的歪曲和诬蔑”。因此在上级领导干涉下，导演王扶林进行剪辑时被迫删除这一情节。由于电视剧已完成外景拍摄，无法补拍，造成剧情缺失。十二集的电视剧剪辑成十集播出:64—65。

## 演员表
| 演员   | 角色       | 简介                           | 备注 |
| 柏寒   | 布木布泰   | 庄妃、皇太后、太皇太后时期。   |      |
| 贾真珍 | 布木布泰   | 小福晋时期。                   |      |
| 樊志起 | 多尔衮     |                                |      |
| 徐念福 | 皇太极     | 后金贝勒、汗王。               |      |
| 彭丹   | 小玉儿     |                                |      |
| 蔡隐珠 | 阿巴亥     | 努尔哈赤的大福晋，皇太极继母。 |      |
| 黄河   | 顺治帝     |                                |      |
| 高建华 | 董鄂妃     |                                |      |
| 李凤英 | 孝端文皇后 | 皇太极的大福晋，庄妃的姑姑。   |      |
| 苏可   | 康熙帝     |                                |      |
| 张君敏 | 莽古济     |                                |      |
| 徐荣明 | 行森       |                                |      |
| 邢枫   | 遏必隆     |                                |      |
| 周继纬 | 鳌拜       |                                |      |
| 吴尔扬 | 索尼       |                                |      |
| 刘龙   | 图海       |                                |      |

## 外部連結
- 豆瓣电影上《庄妃轶事》的資料 （简体中文）